# Kinks (음반)
《Kinks》는 영국의 록 밴드 킹크스의 데뷔 스튜디오 음반이다. 1964년 10월 2일, 파이 레코드에 의해 영국에서 발매되었다. 1964년 11월 25일, 리프리즈 레코드에 의해 발행된 오리지널 미국 발매는 3개의 트랙이 생략되고 대신 《You Really Got Me》라는 제목이 붙여졌다.
이 음반은 1998년 영국의 캐슬 레코드에서 12개의 보너스 트랙과 함께 재발매되었다. 이 재발매는 2004년 생츄어리 레코드에서 재발매되었다. 디럭스 에디션은 2011년 3월 28일에 발매되었다.

## 평가
| 전문가 평가 | 전문가 평가 |
| 평가 점수   | 평가 점수   |
| 출처        | 점수        |
| ----------- | ----------- |
| AllMusic    | [ 2 ]       |

《컨시퀀스 오브 사운드》는 이 음반을 프로토펑크의 주요 예로 열거하고, "야윈 공격성"과 "간섭", "도전적인" 접근 방식을 관찰했으며, 척 베리의 〈Beautiful Delilah〉를 최초의 펑크 록 커버로 연주했다고 설명했다.
리치 언터버거의 올뮤직 리뷰는 "R&B 커버 아티스트로서 킹크스는 롤링 스톤스와 야드버즈만큼 능숙하지 못했다. 레이 데이비스의 원래 곡들은 〈You Really Got Me〉를 제쳐두고, 퍼포머셜 머지 비트 같은 페이스트들이었다... 프로듀서 셸 탈미가 그룹을 위해 쓴 곡들은 단순히 가증스러운 곡들이었다..."고 평가했다.
《롤링 스톤》의 록 평론가 마이크 손더스는 킹크스의 데뷔 음반에 대해 더 긍정적인 의견을 가지고 있으며, 이 음반을 그들의 "성공적인 로큰롤 음반" 중 하나라고 설명했다.

## 곡 목록
모든 곡들은 특별한 언급이 없는 한 레이 데이비스에 의해 작사/작곡하였다.
| #  | 제목                          | 작사·작곡                  | 재생 시간 |
| -- | ----------------------------- | -------------------------- | --------- |
| 1. | 〈Beautiful Delilah〉         | 척 베리                    | 2:07      |
| 2. | 〈So Mystifying〉             |                            | 2:58      |
| 3. | 〈Just Can't Go to Sleep〉    |                            | 1:58      |
| 4. | 〈Long Tall Shorty〉          | 돈 코베이, 허브 에이브럼슨 | 2:50      |
| 5. | 〈I Took My Baby Home〉       |                            | 1:48      |
| 6. | 〈I'm a Lover Not a Fighter〉 | J. D. "제이" 밀러          | 2:03      |
| 7. | 〈You Really Got Me〉         |                            | 2:13      |

| #  | 제목                                   | 작사·작곡             | 재생 시간 |
| -- | -------------------------------------- | --------------------- | --------- |
| 1. | 〈Cadillac〉                           | 보 디들리             | 2:44      |
| 2. | 〈Bald Headed Woman〉                  | 셸 탈미               | 2:41      |
| 3. | 〈Revenge〉                            | 데이비스, 래리 페이지 | 1:29      |
| 4. | 〈Too Much Monkey Business〉           | 베리                  | 2:16      |
| 5. | 〈I've Been Driving on Bald Mountain〉 | 탈미                  | 2:01      |
| 6. | 〈Stop Your Sobbing〉                  |                       | 2:06      |
| 7. | 〈Got Love If You Want It〉            | 슬림 하포             | 3:46      |